# فيكتور لويس (مهندس معماري)
فيكتور لويس (بالفرنسية: Victor Louis)‏ هو مهندس معماري فرنسي، ولد في 10 مايو 1731 في باريس في فرنسا، وتوفي بنفس المكان في 2 يوليو 1800.

## وصلات خارجية
- فيكتور لويس على موقع الموسوعة البريطانية (الإنجليزية)